# Contrato aleatorio
Un contrato aleatorio (del latín alea, "suerte") es aquella clase de actos jurídicos bilaterales, de naturaleza onerosa, en que se pacta que una de las prestaciones debidas está sujeta, en cuanto a la posibilidad, cantidad o calidad de la prestación, a lo que pudiera ocurrir a futuro, sin que este evento pueda ser calificado de condición del contrato (ya que el contrato existe con independencia del evento), sino de una contingencia de ganancia o pérdida.
Así lo define, entre otros, el art. 1790 del Código Civil español:

Por el contrato aleatorio, una de las partes, o ambas recíprocamente, se obligan a dar o hacer alguna cosa en equivalencia de lo que la otra parte ha de dar o hacer para el caso de un acontecimiento incierto, o que ha de ocurrir en tiempo indeterminado.

Mientras, el Código Civil chileno establece en  su art. 1441:

...si el equivalente consiste en una contingencia incierta de ganancia o pérdida, se llama aleatorio.

## Principales contratos aleatorios
Las legislaciones tienden a concordar en los siguientes ejemplos de contratos aleatorios:
- Apuesta
- Juego
- Seguro, aunque en la actualidad prácticamente no es aleatorio, ya que las aseguradoras han calculado el costo de la prima, en base de un siniestro.
- Renta vitalicia
- Compraventa en verde o Emptio spei
- Adquisición de acciones o instrumentos de renta variable
- Adquisición de derechos litigiosos.